# Rhomborrhina japonica
Rhomborrhina japonica là một loài bọ cánh cứng lớn trong chi Rhomborrhina. Đây là loài bản địa của Nhật Bản.

## Hình ảnh

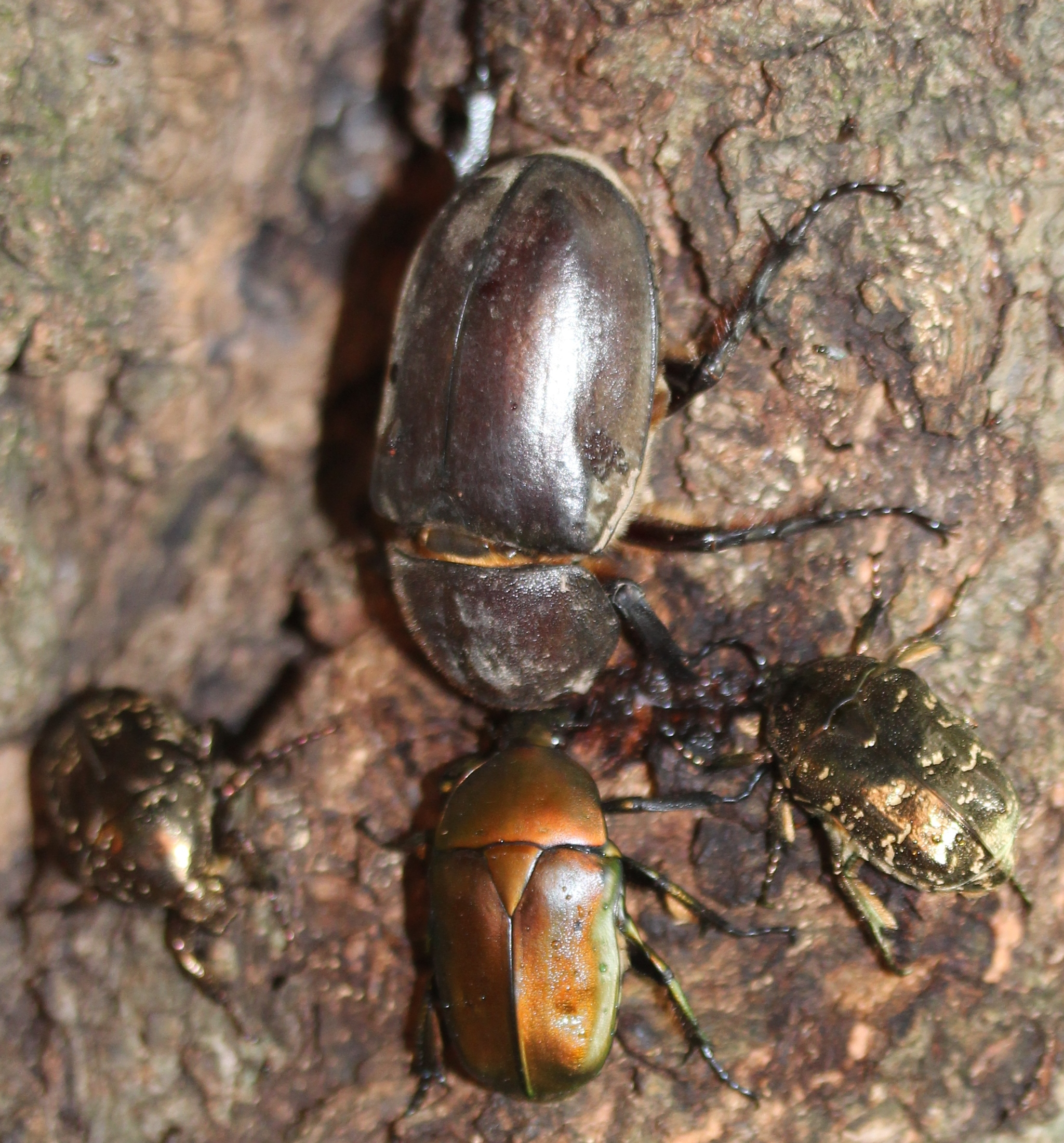